# あしたへジャンプ
『あしたへジャンプ』は、NHK教育テレビジョンで1986年4月7日から1996年3月13日まで放送された小学生向けの教育ドラマである。

## 概要
小学校の道徳の時間に放送された。『さわやか3組』『はばたけ6年』と同じく主人公の小学生達が学校などで起こる出来事を乗り越えて成長していく姿を描く。当初は小学校5・6年を視聴対象にしていたが、『はばたけ6年』が開始された1989年度以降は小学校5年向けとして放送された。
地方都市が舞台になっていることが多い。オープニングの画像はその地元の風景が使われた。（例えば、群馬県前橋市が舞台になっていた回では番組の最初に赤城山が登場していた）

## 放送時間
いずれも日本時間。
| 期間              | 放送時間                                             |
| ----------------- | ---------------------------------------------------- |
| 1986年 - 1989年度 | 月曜日 14:00 - 14:15、木曜日 11:45 - 12:00（再放送） |
| 1990年 - 1991年度 | 月曜日 13:45 - 14:00、火曜日 10:00 - 10:15（再放送） |
| 1992年 - 1995年度 | 水曜日 10:45 - 11:00、木曜日 11:45 - 12:00（再放送） |

## 出演者
- 1986年度
山崎晶子、山辺有紀、渡辺恭子
- 1988年度
中矢博武 - 中矢博武[2][3]
四元秀一 - 四元秀一
大西隆太 - 大西隆太[4][3]
河端英俊 - 河端英俊[3]
田京恵 - 田京恵[3]
河原衣沙 - 河原衣沙
板橋美枝 - 板橋美枝
浜川先生 - 田貴絢子
- 1992年度（1993年度再放送）
小林 海太 - 大野雅一
奥田 哲平 - 手倉森貴総
森 勇樹 - 小松直史
立原 努 - 斉藤亮太
沢口 千波 - 喜多ゆかり
小松 園子 - 半澤美希
守口 まどか - 河岸久恵
岸田 亜矢 - 堀内貴美子
海太の妹 - 中村真子
杉山先輩(6年生) - 佐々木千尋
斉藤先生(クラス担任) - 橘妃呂子
保健の先生 - 野々まゆみ
- 1994年度・1995年度
馬場弘平 - 木村雅
槇村一也 - 宮崎智之
柴田亮 - 岡多和明
久保田実 - 桜井祐摩
佐伯美緒 - 坂木朋子
桂木瞳 - 福地恵美
鈴木浩美 - 本多瑛未里
望月佳奈子 - 大武実智子
本間くぬぎ - 越次美加
野中先生 - 寺尾葉子
宮崎先生 - 松本南美
宮崎先生の母 - 渡辺康子
田中先生 - 岩田博行
家庭科の先生 - 宮北由季
音楽の先生 - 渡辺ふみえ
弘平の母(泰子) - 太地琴恵
弘平の祖父 - 加藤精三
弘平の父 - 中平良夫
弘平の母 - 太地琴江
弘平の兄 - 大根田良樹
瞳の父(正明) - 田口主将
瞳の母(光子) - 大村眞利枝
みどり(光子の小学校時代の同級生) - 根上彩
美緒の父 - 津田英三
美緒の母 - 高柳葉子
美緒の姉(美奈) - 城川奈穂
くぬぎの父(健介) - 新井一典
くぬぎの母(真理子) - 千種かおる
くぬぎの弟(健太) - 安藤健一
佳奈子の祖母 - 阿部光子

## 舞台
- 1986年度 - 神奈川県小田原市立早川小学校[5][6]
- 1987年度 - 群馬県前橋市立桃井小学校[7]
- 1988年度（1989年度再放送） - 千葉県銚子市立高神小学校[7][4][2][3]
- 1990年度（1991年度再放送） -山梨県東山梨郡勝沼町立勝沼小学校（現・山梨県甲州市立勝沼小学校）
- 1992年度（1993年度再放送） - 神奈川県三浦市立南下浦小学校
- 1994年度（1995年度再放送） - 神奈川県秦野市立末広小学校

## 主題歌
- 作詞：山田正弘（前期）、小山高生（後期）
- 作曲：福田和禾子（前期）、田頭勉（後期）
- 歌：上條恒彦（前期）、西城秀樹・東京放送児童合唱団（後期）

## 放送リスト

### 1986年度
| 回 | タイトル           | 初回放送日     |
| -- | ------------------ | -------------- |
| 1  | 転校でスタート     | 1986年04月07日 |
| 2  | 反対はふたり       | 1986年04月21日 |
| 3  | よごれたメンバー表 | 1986年05月12日 |
| 4  | 白いバトン         | 1986年05月26日 |
| 5  | ほろにがいハチミツ | 1986年06月09日 |
| 6  | ダメダメマーチ     | 1986年06月23日 |
| 7  | クリーン早川       | 1986年07月07日 |
| 8  | 牛と音楽祭         | 1986年09月01日 |
| 9  | ふしぎ大好き       | 1986年09月18日 |
| 10 | なわとびの輪       | 1986年09月29日 |
| 11 | 鳴き砂             | 1986年10月13日 |
| 12 | ぼくの名誉         | 1986年10月27日 |
| 13 | にじんだ絵の具     | 1986年11月10日 |
| 14 | 赤い風船           | 1986年11月27日 |
| 15 | あせはみかん色     | 1986年12月08日 |
| 16 | とべない鳩         | 1987年01月12日 |
| 17 | ペンキ塗り立て     | 1987年01月26日 |
| 18 | 人形と文集         | 1987年02月09日 |
| 19 | スケート靴         | 1987年02月23日 |
| 20 | あしたへジャンプ   | 1987年03月09日 |

### 1987年度
| 回 | タイトル           | 初回放送日     |
| -- | ------------------ | -------------- |
| 1  | 竹刀と班長         | 1987年04月06日 |
| 2  | 賞状はいらない     | 1987年04月20日 |
| 3  | みどりのスカーフ   | 1987年05月07日 |
| 4  | 遠まわり           | 1987年05月18日 |
| 5  | 三つのボール       | 1987年06月01日 |
| 6  | たった一人の赤城山 | 1987年06月15日 |
| 7  | プール開き         | 1987年06月29日 |
| 8  | 青い湖             | 1987年08月31日 |
| 9  | そのとき…          | 1987年09月14日 |
| 10 | カードのゆくえ     | 1987年09月28日 |
| 11 | チングルマ         | 1987年10月12日 |
| 12 | おたのしみ会       | 1987年10月26日 |
| 13 | 利根の夕映え       | 1987年11月09日 |
| 14 | 母のまっ白い手     | 1987年11月26日 |
| 15 | 寒い夜             | 1987年12月07日 |
| 16 | おにぎりの味       | 1988年01月11日 |
| 17 | 切手とマラソン     | 1988年01月25日 |
| 18 | お手玉のうた       | 1988年02月08日 |
| 19 | ひな祭りの客       | 1988年02月22日 |
| 20 | あすにむかって     | 1988年03月07日 |

### 1988年度 - 1989年度
| 回 | タイトル           | 初回放送日     |
| -- | ------------------ | -------------- |
| 1  | まだ握手できない   | 1988年04月04日 |
| 2  | 目撃者はだれだ?    | 1988年04月25日 |
| 3  | くずれたハンバーグ | 1988年05月09日 |
| 4  | 貝がらの手紙       | 1988年05月23日 |
| 5  | 灯台が見える       | 1988年06月06日 |
| 6  | 紙の応援旗         | 1988年06月20日 |
| 7  | 光る水             | 1988年07月04日 |
| 8  | 森のうた           | 1988年08月29日 |
| 9  | 星のノート         | 1988年09月12日 |
| 10 | 残金ゼロ           | 1988年09月26日 |
| 11 | 海の道             | 1988年10月13日 |
| 12 | それ、ストップ!    | 1988年10月24日 |
| 13 | こころの石         | 1988年11月07日 |
| 14 | 太い腕             | 1988年11月21日 |
| 15 | 父の入院           | 1988年12月05日 |
| 16 | 冬のカモメ         | 1989年01月09日 |
| 17 | 黄色いタスキ       | 1989年01月23日 |
| 18 | ある一日           | 1989年02月06日 |
| 19 | はるかなる国より   | 1989年02月20日 |
| 20 | あすへの誓い       | 1989年03月06日 |

### 1990年度 - 1991年度
| 回 | タイトル                   | 初回放送日     |
| -- | -------------------------- | -------------- |
| 1  | アタリ、ハズレ?            | 1990年04月02日 |
| 2  | 本音はツーショット         | 1990年04月23日 |
| 3  | 春ちゃんのサラダ           | 1990年05月07日 |
| 4  | お手伝いとアルバイト       | 1990年05月21日 |
| 5  | 3人よれば                  | 1990年06月04日 |
| 6  | 勝の思い出                 | 1990年06月18日 |
| 7  | 平和の塔の思いを再び       | 1990年07月02日 |
| 8  | 石器を見つけた             | 1990年08月27日 |
| 9  | 父さんの会社が危ない!      | 1990年09月10日 |
| 10 | お返ししなくちゃ悪いよ     | 1990年09月25日 |
| 11 | 魚つりができる川           | 1990年10月08日 |
| 12 | ふたつの正解               | 1990年10月22日 |
| 13 | 勝手にやれば!!             | 1990年11月05日 |
| 14 | みんなの“落し物箱”         | 1990年11月19日 |
| 15 | じいちゃんがぼけた         | 1990年12月03日 |
| 16 | あいさつの言葉がわからない | 1991年01月07日 |
| 17 | 車いすの転校生             | 1991年01月21日 |
| 18 | 健ちゃんのいる組は負ける?  | 1991年02月04日 |
| 19 | 和江の夢                   | 1991年02月18日 |
| 20 | ぶどう棚の下の運動会       | 1991年03月04日 |

### 1992年度 - 1993年度
| 回 | タイトル                 | 初回放送日     |
| -- | ------------------------ | -------------- |
| 1  | めざわりな奴             | 1992年04月08日 |
| 2  | あした仲間になあれ!      | 1992年04月22日 |
| 3  | 再見                     | 1992年05月06日 |
| 4  | 誰かやる 誰がやる?       | 1992年05月20日 |
| 5  | ユウキの問題             | 1992年06月03日 |
| 6  | ゴミ戦争・僕たちの海     | 1992年06月17日 |
| 7  | いのり                   | 1992年07月01日 |
| 8  | ただいま絶交中           | 1992年09月02日 |
| 9  | やりたいことと出来ること | 1992年09月16日 |
| 10 | ケチケチおばさんの秘密   | 1992年09月30日 |
| 11 | 海太の場合               | 1992年10月14日 |
| 12 | 手紙・海を越えて         | 1992年10月28日 |
| 13 | やせたいの!              | 1992年11月11日 |
| 14 | 世間はせまいよ           | 1992年11月25日 |
| 15 | やれば速いの!            | 1992年12月09日 |
| 16 | みつけたもの             | 1993年01月13日 |
| 17 | ほめられたい             | 1993年01月27日 |
| 18 | 不協和音                 | 1993年02月10日 |
| 19 | あこがれ                 | 1993年02月24日 |
| 20 | 旅立つ友に               | 1993年03月10日 |

### 1994年度 - 1995年度
| 回 | タイトル                 | 初回放送日     |
| -- | ------------------------ | -------------- |
| 1  | 料理道入門               | 1994年04月06日 |
| 2  | わが町はすばらしい?      | 1994年04月20日 |
| 3  | お母さんがたおれた       | 1994年05月11日 |
| 4  | なぞの男                 | 1994年05月25日 |
| 5  | ふれあい                 | 1994年06月08日 |
| 6  | 塾!放課後のスケジュール  | 1994年06月22日 |
| 7  | リセットボタンはおせない | 1994年07月06日 |
| 8  | 守ろう地球!              | 1994年08月31日 |
| 9  | ホイッスルが鳴った       | 1994年09月14日 |
| 10 | 悪いのはだれ?            | 1994年09月28日 |
| 11 | 健ちゃんもいっしょ       | 1994年10月12日 |
| 12 | 出たい人より出したい人   | 1994年10月26日 |
| 13 | そしてピアノが鳴った     | 1994年11月09日 |
| 14 | 日直ってなーに?          | 1994年11月24日 |
| 15 | ジングルベルをもう一度   | 1994年12月07日 |
| 16 | まねしないでよ!          | 1995年01月11日 |
| 17 | お父さんなんてきらい     | 1995年01月25日 |
| 18 | 青い鳥をさがして         | 1995年02月08日 |
| 19 | あこがれのこてき隊       | 1995年02月22日 |
| 20 | 思い出の壁画             | 1995年03月08日 |